# Dere contigua
Dere contigua är en skalbaggsart som beskrevs av Holzschuh 1995. Dere contigua ingår i släktet Dere och familjen långhorningar. Inga underarter finns listade i Catalogue of Life.